# Клинских, Юрий Николаевич
Ю́рий Никола́евич Клински́х (27 июля 1964, Воронеж — 4 июля 2000, там же), также известный как Юрий Хой, — советский и российский рок-музыкант, певец, поэт, автор песен. Основатель и бессменный лидер панк-рок-группы «Сектор Газа».

## Биография и творчество

### Ранние годы
Родился 27 июля 1964 года в Воронеже. Отец — Николай Митрофанович Клинских, инженер Воронежского авиационного завода; мать — Мария Кузьминична Клинских.
В школе Юрий учился удовлетворительно. Музыкального образования не получил. Страсть к стихосложению ему привил отец, который писал стихи и пробовал публиковаться. Клинских с раннего возраста узнал о существовании западной рок-культуры, так как в семье часто слушали рок-н-ролл. Вскоре, после этого он решил самостоятельно освоить гитару. Юрий начал сочинять стихи, из которых потом складывались тексты его первых песен.
По окончании Воронежской средней школы № 30 (выпуск 1981 года), расположенной в микрорайоне ВАИ, работал на заводе и параллельно учился в ДОСААФ на шофёра. До армии познакомился с будущей женой — Галиной. Служил на Дальнем Востоке (в Благовещенске) в танковых войсках (в батальоне обеспечения учебного процесса Благовещенского высшего танкового командного училища) механиком-водителем. Уволился в запас в 1984 году.
После службы в армии Юрий Клинских пять лет проработал инспектором ГАИ, неся службу на перекрёстке у «Пролетария» и на площади Ленина. По воспоминаниям современников, Клинских выписывал штрафы всем провинившимся вне зависимости от статуса и чина, за что получал выговоры от начальства.
Последние месяцы контракта дослуживал во вневедомственной охране, затем работал фрезеровщиком, оператором станка с ЧПУ на воронежском «Видеофоне» и грузчиком. В свободное время играл на акустической гитаре и писал песни. Увлекался просмотром фильмов ужасов, а также чтением мистической литературы, что стало одним из источников вдохновения в дальнейшем.

### Начало карьеры
Своё творчество воспринимал как хобби, даже не мечтая о большой сцене.
В 1981 году Юрий Клинских записал на магнитофон акустический альбом и частично перезаписал его в 1985 году. После открытия в 1987 году воронежского рок-клуба стал его завсегдатаем. 5 декабря в клубе состоялся концерт, на котором Клинских исполнил несколько песен собственного сочинения.
В течение полугода он выступал сольно под названием «Сектор газа», полученным благодаря прозвищу части Левобережного района Воронежа, известного напряжённой экологической ситуацией и криминогенной обстановкой. Первый электрический[уточнить] состав коллектива сформировался только в июне 1988 года и в дальнейшем часто менялся.
В 1989 либо 1990 году Клинских вместе с остальными участниками «Сектора газа» принял участие в качестве бэк-вокалиста в записи на студии Black Box песни «15 человек на сундук мертвеца» воронежского музыканта Андрея Колтакова (Бонифация), вошедшей в альбом «Похмелье» 1990 года под названием «Сундук и мертвец».
Известность группа Юрия Клинских получила в 1990 году после выхода альбомов «Зловещие мертвецы» и «Ядрёна вошь». Успех простого воронежского парня стал возможен благодаря горбачёвской перестройке, голодной до запретных тем. Для него не существовало цензуры, он пел про всё и обо всём. Из-за обилия ненормативной лексики в текстах песен «Сектор Газа» на протяжении долгого времени оставался в андеграунде. Юрий Клинских в те годы работал сначала на заводе бытовой электроники, затем грузчиком; музыка заработка не приносила. До 1991 года за пределами Воронежа концертов группа не давала (за исключением единственного выступления в Череповце в 1989 году). Записи «Сектора газа» распространялись по стране усилиями поклонников. Песни Хоя знал весь СССР, причём поклонники первое время не представляли, как внешне выглядит их кумир; пользуясь этим, по стране разъезжали двойники и давали концерты под фонограммы группы.
Что касается псевдонима, то он произошёл от фирменного клича Клинских: «Хой!», — который тот часто произносил во время своих выступлений, а также использовал в своём творчестве. По словам самого Клинских, слово «хой» он начал употреблять в обиходе после длительного прослушивания группы «Гражданская оборона». Но в последние годы жизни Юра стал меньше им пользоваться.

### Образ и стиль
На заре своего творчества Юрий Клинских создал себе образ бунтаря-одиночки и матерщинника. Внешне он выглядел как один из представителей советского панка, и, несмотря на то, что панки в СССР порой отличались друг от друга, как по идеологии, так и по внешнему виду — в зависимости от места проживания, всё же классическим панком Хой себя никогда не считал. На сцене он умел преображаться — там он был бескомпромиссным и жёстким, а в жизни был добрым и весёлым, человеком большой души, но в совокупности обладал мощной энергией и харизматичностью. В основном он делал то, что нравилось лично ему, не привязываясь к определённому стилю. Действительно, в музыкальном плане его альбомы были разнообразны.
Панком я себя никогда не считал. Ну, может быть, в начале творчества чистая «панкуха» где-то и просматривалась. Я делаю то, что мне нравится. Каждый альбом музыкально разнообразен.Юрий Клинских
С середины 1990-х годов Юрий Клинских постепенно отходит от созданного им образа, несколько меняя стиль группы и кардинально свой — вместо косухи, жилета из кожи, гловелетты, рваных джинсов, старых маек, армейской обуви и прочей рок-атрибутики появляются дорогие туфли, брюки, рубашки и пуловеры. Он заявлял, что помягчел с возрастом, злость и глупость молодости уступили место уму и зрелости. Пройдя этот этап, он стремился прогрессировать и совершенствоваться. Относительно образа у него была позиция: меньше рассказывать о группе, поскольку отсутствие полной информации вызывает у слушателей больший ажиотаж, способствуя разрастанию слухов и легенд о «Секторе Газа».

### Творчество
Большой пласт творчества Юрия Клинских посвящён остросоциальным проблемам времён перестройки, «лихих 90-х», а также темам загробной жизни и мистики. В своих песнях он старался учитывать события общественной и личной жизни, поступки людей, повседневные бытовые ситуации, при этом используя в текстах некоторых композиций ненормативную лексику.
Его творчество вызывало либо глубокий интерес, либо протест со стороны аудитории. Считается, что благодаря перестройке остросоциальные, изобилующие обсценной лексикой песни «Сектора Газа» смогли достучаться до сердца народа, а Хой таким образом получил популярность у публики, истосковавшейся по запретным темам. Но всё же ненормативной лексикой Хой, вопреки расхожему стереотипу, старался не злоупотреблять. Нецензурные выражения и жаргонизмы в его песнях передают характер и особенности речи персонажей.
Творчество «Сектора газа» часто называли псевдофольклорными частушками или фольклорной пародией на устоявшиеся музыкальные жанры. Хой использовал в своих песнях элементы явно фольклорного происхождения. В 1997 году Артемий Троицкий в беседе с Хоем и Надеждой Бабкиной называет секторовское творчество «экстремальной неформальной народной музыкой», и Хой соглашается с таким определением своих трудов.
Хой был одним из тех рок-музыкантов, которые использовали рэп в своих песнях. Первые эксперименты группы «Сектор газа» с речитативом присутствуют во «Вступлении» к дебютному магнитоальбому «Плуги-вуги» (1989). Через два года вступление было перезаписано для альбома «Колхозный панк» (1992) под инструментал из песни «We Will Rock You» британской рок-группы «Queen». Хой впервые использовал рэп в композиции «Привет, ребята, добрый день» для альбома «Ночь перед Рождеством» (1991). В дальнейшем музыка в жанре рэп-рок была сыграна на альбомах «Зловещие мертвецы» (1990: «Черная магия»), «Нажми на газ» (1993: «Репетиция»), «Танцы после порева» (1994: «Метаморфоза»), «Кащей Бессмертный» (1994: «Интродукция», «Ария Ивана», «Ария Ивана и Лягушки»), «Газовая атака» (1996: «Рассказ, услышанный в автокомбинате»), «Наркологический университет миллионов» (1997: «Самые лучшие тачки», «Свин», «Хорошо в деревне летом»), «Восставший из ада» (2000: «Истребители вампиров», «Ночь страха», также содержит песни в жанре рэп-метал и рэпкор).
За свою творческую карьеру больших денег Клинских так и не заработал из-за процветания «пиратства», что сказалось на количестве проданных лицензионных дисков, составляющих примерно 1 % от всего числа. Однако группа и её лидер стали весьма известны в России и СНГ. Несмотря на то, что поздние тексты группы были более сдержанными, у большинства поклонников и представителей музыкальной индустрии «Сектор газа» ассоциировался с нецензурной лексикой и похабными песнями.
За время творческой деятельности Юрий побывал с гастролями во многих городах России и за её пределами (Беларусь, Германия, Израиль, Казахстан, Латвия, Литва, Молдова, Украина, Эстония).
Несмотря на то, что Юрий Клинских никогда не состоял в партии, хотя и имел удостоверение помощника депутата, группа «Сектор Газа» выступала на концертах ЛДПР. Клинских прокомментировал это следующим образом: «Нам нет разницы, для кого играть, от политики мы далеки. Платит Жириновский — играем для Жириновского, будет платить другая фракция — сыграем для неё. Всё остальное — это уже не наши проблемы».
На одном из концертов от ЛДПР он был удостоен диплома «За развитие отечественной культуры».
Отец Юрия Клинских однажды рассказал историю, когда Юрий после отыгранного концерта в цирке на Цветном бульваре был приглашён в гримёрку Юрия Никулина. Под слова восхищения и благодарности Никулин достал бутылку коньяка и предложил Хою побеседовать. Тот был так польщён этими комплиментами, что часто рассказывал об этом случае своим друзьям и родственникам.
27 июня, за неделю до смерти Клинских дал своё последнее интервью воронежскому телевидению, в котором рассказал о себе, группе и творческих планах, которым сбыться оказалось не суждено.

### Смерть
Я не стесняюсь своего города, я в нём прожил всю жизнь, в нём же, скорее всего, умру…Юрий Клинских
4 июля 2000 года в 12:37 в Воронеже Юрий Клинских скончался в частном доме по улице Барнаульской, 9. В этот день он собирался ехать на съёмки видеоклипа «Ночь страха» на воронежской студии «Art-Prize». Оператор НТВ Олег Золотарёв (в эфире программы «Башня» на РТР) осенью 2000 года вспоминал о совместной работе над клипом «Ночь страха»: «Вот уже в июне-месяце он мне позвонил, сказал, что будем срочно, срочно будем снимать клип. 22 июня первый раз начали снимать. Последний раз съёмка назначена была как раз на день его смерти. Мы на четыре часа договорились, дня. Я сидел его ждал. Ждал, ждал, ждал… Вместо него позвонил Андрей Дельцов, сказал, что Юры больше нет».

Подруга Хоя Ольга Самарина в книге «„Хой!“ Эпитафия рок-раздолбаю» описывает распорядок последнего дня Хоя так: 
А утром 4-го числа он должен был встречаться с оператором, а вечером у нас должна была быть съёмка. А до этого он ещё должен был с гримёром встретиться, нужно было загримироваться к съёмке. Ну, мы договорились встретиться часов в двенадцать, начало первого и боялись проспать…
По неофициальной версии, Клинских ранее принимал наркотики (в совокупности с серьёзной алкогольной зависимостью) и страдал от гепатита, что и стало причиной смерти. Скорая помощь прибыла к дому слишком поздно. Обстоятельства смерти остались невыясненными, а данные о проведении вскрытия отсутствуют. Милиция подробного расследования не проводила.
Последней студийной работой Юрия Клинских и группы «Сектор Газа» стал альбом «Восставший из ада», вышедший уже после его смерти.
Смерти Клинских предшествовали странные обстоятельства. Так, на своём последнем концерте он пытался исполнить песню «Демобилизация» под минусовку, однако не сумел этого сделать и просто ушёл со сцены. Эту же песню при записи последнего альбома «Восставший из Ада» звукорежиссёр группы Андрей Дельцов порекомендовал включить в следующий альбом (она якобы не подходила по стилистике), но Клинских убедил звукорежиссёра не делать этого, опасаясь не дожить до следующего альбома.
В одной из песен он также пел: «Сектор газа — здесь не дожить до сорока», и по стечению обстоятельств, он не дожил до 36-летия 23 дня. В песне «Укус вампира» также есть слова, описывающие его же смерть, ставшие впоследствии пророческими:
Я не знаю, что случилось,

Но трясёт меня, и жарко в груди.

Я не знаю, что случилось,

Но мне кажется, что смерть впереди.
Со слов Ольги Самариной, у Клинских прямо перед смертью действительно жгло в груди — «кровь кипятком по венам бежит», «всё огнём жжёт».
Похороны состоялись 6 июля 2000 года в Воронеже. Прощание проходило в ДК «Луч», куда, несмотря на сильный ливень, проститься с Юрием пришли многие воронежцы. В Успенском храме было проведено отпевание. Затем Юрий Клинских был похоронен на Левобережном кладбище (кладбище «на баках», юго-восточная часть, участок 7а). Возле его могилы есть своеобразная «Стена Хоя», испещрённая надписями «Сектор Газа», «Хой жив!», строчками из его песен и цитатами по аналогии со стеной Цоя. 28 июня 2011 года на могиле Юрия Клинских был установлен надгробный памятник, а в 2012 году изготовлен виртуальный тур по его могиле.

## Семья и личная жизнь
- Отец — Николай Митрофанович Клинских (15 июня 1935 — 23 августа 2005), до пенсии работал инженером на Воронежском авиационном заводе.
- Мать — Мария Кузьминична Клинских (Власова) (25 августа 1932 — 3 сентября 2017), до пенсии работала клепальщицей на Воронежском авиационном заводе[26], по образованию преподаватель русского языка и литературы.
- Братья — Анатолий и Леонид Япрынцевы.
- Жена — Галина Клинских (род. 17 сентября 1962)
- Две дочери — Ирина Клинских (род. 3 августа 1986) — психолог, окончила ВГПУ и Лилия Клинских (род. 13 января 1995) — окончила магистратуру экономического факультета ВГУ. У Ирины есть сын Матвей, внук Юрия.

В 1991 году на своём концерте в Москве познакомился с Ольгой Самариной (род. 13 апреля 1975), с которой в дальнейшем встречался последние годы своей жизни, не скрывая этого от своей жены Галины.

## Дискография

### Сольный альбом
- Юрий Клинских — автор музыки и слов, вокал, акустическая гитара.

| №                   | Название                    | Длительность |
| ------------------- | --------------------------- | ------------ |
| 1.                  | «Вступление»                | 1:42         |
| 2.                  | «Без вина»                  | 2:54         |
| 3.                  | «Шестиструнная подруга»     | 4:13         |
| 4.                  | «Про лето»                  | 2:47         |
| 5.                  | «Милая»                     | 4:03         |
| 6.                  | «Первая любовь»             | 2:50         |
| 7.                  | «Про скромного мальчишку»   | 4:22         |
| 8.                  | «Интро»                     | 0:23         |
| 9.                  | «У пруда (Людмила)»         | 4:37         |
| 10.                 | «Проходят годы словно миг…» | 4:21         |
| 11.                 | «Крест»                     | 0:45         |
| 12.                 | «Вампиры»                   | 2:25         |
| 13.                 | «Про раннюю женитьбу»       | 2:00         |
| 14.                 | «Он так её любил»           | 2:29         |
| 15.                 | «Заключение»                | 3:28         |
| Общая длительность: | Общая длительность:         | 43:19        |

- Данный магнитоальбом был записан в 1981 году, однако часть песен была стёрта и заново перезаписана в начале 1985 года. Официально не издавался, а хранился в семейном архиве Клинских. Был обнародован спустя несколько лет после смерти Юрия Клинских.
- В Интернете также известен под названиями «Акустика», «Акустический альбом» и «Проходят годы, словно миг…».
- Из пятнадцати композиций лишь две в видоизменённой форме вошли в альбом «Зловещие мертвецы» 1990 года — «Без вина» и «Вампиры», а остальные тринадцать уникальны.
- В 2015 году запись с аудиокассеты (кроме песен «Крест», «Про раннюю женитьбу») была официально оцифрована с проведением специальной реставрационной работы над звуком и последующего ремастеринга с целью удаления звуковых дефектов, возникших в период хранения плёнки, а также достижения приемлемого качества звучания. Песни «Милая», «Людмила», «Он так её любил» получили новые аранжировки.

### В группе
| 1. «Плуги-вуги» (1989) (магнитоальбом) 2. «Колхозный панк» (1989) (магнитоальбом) | 1. «Зловещие мертвецы» (1990) 2. «Ядрёна вошь» (1990) 3. «Ночь перед Рождеством» (1991) 4. «Колхозный панк» (1991) 5. «Гуляй, мужик!» (1992) 6. «Нажми на газ» (1993) 7. «Сектор газа» (1993) 8. «Танцы после порева» (1994) 9. «Кащей Бессмертный» (1994) 10. «Газовая атака» (1996) 11. «Наркологический университет миллионов» (1997) 12. «Сектор газа» (1997) (ремейк) 13. «Восставший из Ада» (2000) | 1. «Extasy» (1999) (remix) 2. «Extasy 2» (1999) (remix) |

### Прочие записи
«Вой на Луну» — единственная профессиональная студийная запись из неизданного ранее материала, сделанная Юрием Клинских, которую он забраковал.
Впервые была издана в 2015 году на одноимённом сборнике редких песен, являющаяся самой неизвестной среди остальных неизданных с акустического альбома. Она была записана в 1995 году и, возможно, должна была войти в альбом «Газовая атака» (1996), однако до 2015 года не было известно, сохранилась ли её фонограмма.

## Память

### Телепередачи и фильмы
В память о Юрии Клинских была создана и снята документальная телепередача, показанная 20 октября 2000 года на телеканале РТР в рамках проекта «Башня».
30 июня 2006 года на канале ДТВ в телепередаче «Как уходили кумиры» в эфир вышел сюжет о творчестве Юрия Клинских.
27 марта 2007 года на телеканале НТВ в телепередаче «Чистосердечное признание» в эфир вышли сюжеты про вдов известных артистов, один из которых был посвящён вдове Юрия Клинских Галине.
5 октября 2008 года памяти Юрия Клинских был посвящён короткий фильм, показанный на телеканале НТВ в телепередаче «Главный герой».
В 2014 году было объявлено о разработке полнометражного фильма ужасов по мотивам песен Юрия Хоя, под рабочим названием «Дракула Хой», которое впоследствии было изменено на «Хой против нечистой силы». Автором сценария выступил член Союза писателей России Лев Шадрин. Также разработана концепция и стилистика будущего фильма, концепт-арт основных персонажей и монстров, выпущены тизерные ролики. В апреле 2017 года был проведён третий питчинг сценарных проектов «Teamwriting Insight», в шорт-лист которого был отобран проработанный сценарий к фильму «Хой против нечисти» для презентации, впоследствии заинтересовавшей несколько продакшн-компаний.
18 октября 2014 года на телеканале ТНТ в передаче «Битва экстрасенсов» (15 сезон, 5 эпизод) в эфир вышел сюжет о Юрии Клинских.
В марте 2023 года было анонсировано создание художественного фильма о Юрии Клинских и группе «Сектор газа».

### Книги
- В 1999 году Юрий Клинских стал персонажем комикса «Похождения Юры Хоя в царстве зла». Комикс состоит из сказочных приключений, героем которых является лидер «Сектор газа», собирающий свои альбомы. Автор комикса — художник Дмитрий Самборский.
- В октябре 2001 года вышла книга Владимира Тихомирова «„Хой!“ Эпитафия рок-раздолбаю» — иллюстрированная история жизни и творчества Юрия Клинских и группы «Сектор газа».
- В 2004 году вышла книга «„Сектор газа“ глазами близких». Книга содержит воспоминания близких Юрия Клинских, статьи, интервью, малоизвестные факты из жизни группы «Сектор Газа» и её лидера, воспоминания поклонников, стихи, посвящённые Юрию Клинских.
- В июле 2015 года вышла электронная книга Аслана Курбанова «Говорит Хой: Прямая речь Юрия Клинских» — собрание ранее не публиковавшихся интервью Юрия Клинских. А в июле 2017 года объявлено о выходе её печатной версии[38].

### Музыка
- В июне 2002 года группа «Сектор Газовой Атаки» выпустила свой дебютный альбом, который посвятила памяти Клинских.
- В 2005 году звукозаписывающая студия «Gala Records» выпустила трибьют-альбом группе «Сектор газа», в котором участвовали такие группы и исполнители, как: «НАИВ», «Кирпичи», Сергей Кагадеев (eх-«НОМ»), «Монгол Шуудан», «Бахыт-Компот», Игорь Кущев (eх-«Сектор газа») и другие.
- Также в 2005 году в ответ на официальный трибьют-альбом вышли ещё два неофициальных, названные «Альтернативный трибьют» и «Фанатский трибьют».
- В 2009 году в интернете появился сборник, состоящий из кавер-версий песен и посвящений, который известен под названием «Народный трибьют „Памяти Юры Хоя“».
- 4 июля 2010 года памяти Юрия Клинских был посвящён концерт, прошедший в городе Екатеринбурге в клубе «Нирвана» под названием «10 лет без Хоя».
- 22 января и 15 июля 2012 года в Уфе состоялись трибьют-концерты памяти группы. Участники уфимских групп «Capellan», «Miscreant» и «Нечто» объединились под названием «Газпром» исключительно для исполнения песен «Сектора газа»[39][40].
- 6 декабря 2012 года в городе Санкт-Петербурге на сцене клуба «Космонавт» прошёл концерт, посвящённый 25-летию группы «Сектор Газа». Выступали: «Бахыт-Компот», «Х.. забей», «НОМ», «Бригадный Подряд», «КняZz», «Глеб Самойлоff & The Matrixx» и Юлия Коган[41].
- 5 июля 2014 года в Риге в клубе «Melnā Piektdiena» прошёл сборный трибьют-концерт «Газовая атака», с участием местных рок-групп, посвящённый памяти лидера культовой рок-группы «Сектор Газа» Юрия Клинских[42].
- 26 июля 2014 года в городе Самаре в рок-баре «Подвал» прошёл концерт под названием «Мне — 50!», посвящённый пятидесятилетию лидера легендарного «Сектор Газа» Юрия Клинских, с участием самарских групп и исполнителей[43].
- 27 июля 2014 года в Воронеже к пятидесятой годовщине со дня рождения Юрия Клинских прошёл фестиваль памяти под открытым небом[44][45].
- В 2014 году участниками международного музыкального онлайн-проекта «DAEMONIGHT» был выпущен трибьют-альбом к 50-летию Юрия Клинских.
- 13 ноября 2015 года состоялся релиз альбома «Вой на Луну» — сборника неизданных песен из раннего творчества Юрия Клинских в новом звучании и лучших песен «Сектор Газа».
- 11 декабря 2015 года в Москве на сцене клуба «Stadium Live» прошёл большой концерт памяти Юрия Хоя. В этот вечер песни группы «Сектор Газа» исполняли коллективы и музыканты: «С. Г.», «Чёрный Вторник» и Владимир Лобанов, «Монгол Шуудан», «The Matrixx» и Юлия Коган, «Бахыт-Компот», «Красная Плесень». Также состоялась концертная презентация песни Юрия Клинских «Вой на Луну»[46].
- 23 декабря 2016 на YouTube появилась перепевка песни «Лирика» на современный лад с женским вокалом. Авторы кавера, Filatov & Karas, назвали эту песню «переосмыслением» хита группы.
- 10 декабря 2017 года в московском клубе «Театръ», при участии старшей дочери Юрия Хоя — Ирины Клинских и некоторых музыкантов «Сектора Газа», а также коллективов, близких по духу, прошёл большой фестиваль, посвящённый юбилею рок-группы «Сектор Газа». Аналогичное мероприятие состоялось днём ранее в клубе «Зал ожидания» (Санкт-Петербург)[47].
- 17 ноября 2018 года в минском клубе «Re:Public» при участии старшей дочери Юрия Хоя — Ирины Клинских, некоторых музыкантов «Сектора Газа» (Владимир Лобанов, Татьяна Фатеева), а также коллективов «Красная плесень», «Сектор Газовой Атаки», «Чёрный Вторник» состоялся юбилейный концерт, посвящённый 30-летию группы.
- В октябре 2020 года были анонсированы большие концерты музыкантов группы «Сектор Газа» с голограммой Юрия Клинских, запланированные на 4 и 5 декабря 2021 года в московском клубе Adrenaline Stadium[48].
- 18 декабря 2020 года вышел трибьют. Всего в пластинку вошло 25 треков из репертуара коллектива Юрия «Хоя» Клинских в исполнении групп «ДДТ», «7Б», «План Ломоносова», «Мураками», «СерьГа», «Монгол Шуудан», «Голос Омерики», «Знаки», «Лампасы», «Химера (группа)», «Дайте два» и др.
- На 15 ноября 2024 года был анонсирован большой концерт симфонического оркестра RockestraLive на сцене Государственного Кремлевского дворца, посвящённый шестидесятилетию Юрия Клинских. В программе будут впервые исполнены аранжировки песен группы Сектор Газа для большого симфонического оркестра.

• 7 декабря 2024 на сцене VK STADIUM состоится концерт памяти Юрия Хоя с голограммой и оригинальным вокалом Клинских.

### Памятник
В декабре 2013 года на заседании городской комиссии по культурному наследию города Воронежа был рассмотрен вопрос установки памятника Юрию Клинских, на которой было решено разработать арт-объект в память о музыканте. Предложенный поклонниками памятник в полный рост был отклонён комиссией. 27 июля 2014 года, в день 50-летия со дня рождения Юрия Клинских в Воронеже планировалась установка памятника в виде скульптуры во весь рост на Волгоградской улице, но городские власти не согласовали предложенный эскиз памятника, поэтому рассмотрение данного вопроса перенесли на поздние сроки, а на предложенном месте был установлен только закладной камень. В 2021 году вновь был поднят вопрос установки памятника в Воронеже. В опросе, проведённом мэрией города, установку памятника поддержали 87 % респондентов. Мэр города Вадим Кстенин поддержал идею: «Мы наблюдаем широкую и практически единодушную общественную поддержку многократно заявляемой инициативы по увековечиванию памяти Юрия Клинских. […] Это, бесспорно, будет народный памятник. Значит, здесь нет повода для споров о том, кто главнее в этом процессе.».